# Puzzle mortal VI
Puzzle mortal VI  (titlu original: Saw VI) este un film de groază canadiano-american din 2009 regizat de Kevin Greutert. În rolurile principale joacă actorii Tobin Bell, Costas Mandylor, Betsy Russell, Mark Rolston, Peter Outerbridge și Shawnee Smith.

## Distribuție
- Tobin Bell ca John „Jigsaw” Kramer
- Costas Mandylor ca Detectiv Mark Hoffman
- Betsy Russell ca Jill Tuck
- Shawnee Smith ca Amanda Young]]
- Peter Outerbridge  ca William Easton
- Mark Rolston  ca Agent Dan Erickson
- Athena Karkanis  ca  Agent Lindsey Perez
- Samantha Lemole  ca Pamela Jenkins
- George Newbern  ca Harold Abbott
- Shauna MacDonald  ca Tara Abbott
- Devon Bostick  ca  Brent Abbott
- Caroline Cave  ca Debbie
- Darius McCrary  ca  Dave
- Shawn Mathieson  ca  Josh
- Karen Cliche  ca Shelby
- Larissa Gomes  ca Emily
- Melanie Scrofano  ca Gena
- James Gilbert  ca  Aaron
- Shawn Ahmed  ca Allen
- Janelle Hutchison  ca Addy
- Gerry Mendicino  ca Hank
- Tanedra Howard  ca Simone
- Marty Moreau  ca Eddie
- James Van Patten  ca Dr. Heffner Trevor
- Billy Otis  ca Cecil Adams
- Mpho Koaho  ca Timothy Young